# Gizella Bodnár
Gizella Bodnár (18 de octubre de 1926-6 de febrero de 2019), conocida como Repülős Gizi (“Avión Gizi”), fue una ladrona húngara, que se hizo conocida en la década de 1950. Según los medios de comunicación, ella era famosa por usar los entonces frecuentes vuelos domésticos para viajar a diferentes ciudades, ir a las casas allí y luego volar a casa, evitando sospechas, ya que la policía no sospecharía que alguien viviera tan lejos de la escena del crimen. 

## Vida
Ella era la cuarta de seis hijos de un padre ingeniero ferroviario y una madre ama de casa. Ella comenzó a robar cosas más pequeñas cuando aún era una niña; ella atribuyó su cleptomanía a la meningitis que sobrevivió a la edad de seis años. Más tarde estudió en Kassa, cuando estalló la Segunda Guerra Mundial; fue el estrés lo que sacó a relucir su cleptomanía. 
A principios de la década de 1950, cuando Malév, la compañía aérea nacional que solía proporcionar vuelos interiores entre ciudades, a menudo volaba de Budapest a Miskolc, Debrecen, Szeged, Pécs y Szombathely, irrumpió en sus casas y luego regresó a la capital con el vuelo de la noche. ; aunque ella misma siempre negó nunca haber volado en un avión. Ella también cometió robos en el extranjero, en Ámsterdam, Londres y París. Parte de su modus operandi era ir a un vecino por la mañana y pedir prestado algunos condimentos para cocinar, los cuales regresaría por la noche, proporcionándose una coartada para dos partes distintas de un día en una ciudad diferente.
Fue arrestada veintiuna veces entre 1948 y 2006, fue juzgada más de 20 veces y fue condenada a un total de 40 años en prisión. Pasó un total de 16 años y 7 meses en prisión. Más tarde se mudó a la ciudad de Komárom, donde fue arrestada en enero de 2009, a la edad de 82 años, por irrumpir en una casa. Al final de su vida, se le diagnosticó una cleptomanía: admitió que le gustaban las "cosas brillantes" y afirmó que, en su mayoría, entregaba su botín a otras personas en lugar de venderlo, una afirmación respaldada por el hecho de que en el momento de su muerte no tenía posesiones a su nombre.
Publicó sus memorias en 2007, con el título Repülős Gizi. A tolvajok királynője (“Avión Gizi, reina de los ladrones”). Fue arrestada dos veces en Hungría en 2015, en junio y en septiembre; en el último caso, fue encontrada en un armario, donde afirmó que se escondió de la lluvia afuera. Fue arrestada en febrero de 2016 en Sukoró, luego en agosto de 2017 en Tatabánya.
Murió en 2019, a los 92 años.

## Otras lecturas
- Repül Reps Gizi - A tolvajok királynője (Broadway Invest Kft., 2007) ISBN 978-963-06-2568-5
- Horkai József - Martinkó Károly: Repülős Gizi (Népszava, 1989) ISBN 963-322-911-1

- Datos: Q1248505